# Cunico
Cunico – miejscowość i gmina we Włoszech, w regionie Piemont, w prowincji Asti.
Według danych na styczeń 2009 gminę zamieszkiwało 527 osób przy gęstości zaludnienia 76,8 os./1 km².